# Petr Nymburský (sportovní střelec)
Petr Nymburský (* 1. června 1995, Tábor) je český sportovní střelec, puškař. Je mistrem světa z roku 2023 (závod 60 ran vleže) a ze stejného šampionátu přivezl i stříbrnou medaili z disciplíny 3x20 ran. Je rovněž čtyřnásobným mistrem Evropy, dvě medaile jsou individuální (2019, 2022), obě z třípolohové soutěže. S Veronikou Blažíčkovou získal na ME stříbro z nové disciplíny duet. Zúčastnil se olympijských her v Tokiu roku 2021 (17. místo v soutěži 50 m libovolná malorážka, 3 pozice) a zúčastní se i olympijských her v Paříži roku 2024. V roce 2022 vyhrál v třípolohovém závodě Světový pohár. V roce 2023 byl vyhlášen Českým střelcem roku. Je členem oddílu Dukla Plzeň. I jeho otec Petr Nymburský starší byl střelcem a je jeho osobním trenérem.